# Nastocerus scutatus
Nastocerus scutatus är en skalbaggsart som först beskrevs av Leon Fairmaire 1899.  Nastocerus scutatus ingår i släktet Nastocerus och familjen långhorningar.
Artens utbredningsområde är Madagaskar. Inga underarter finns listade i Catalogue of Life.